# Limenitis archippus

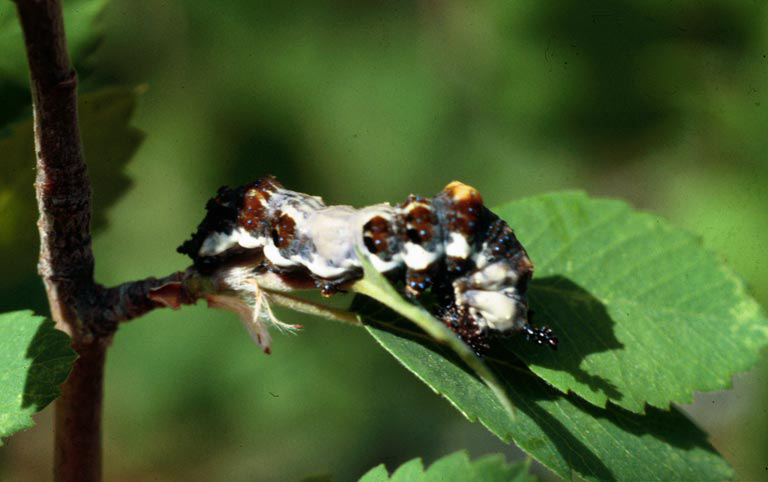
Raupe von Limenitis archippus

Limenitis archippus (syn. Basilarchia archippus) ist ein nordamerikanischer Schmetterling aus der Unterfamilie Limenitidinae (Eisvögel) innerhalb der Familie der Edelfalter (Nymphalidae) und wird im englischen als Viceroy Butterfly (Vizekönig) bezeichnet. Der Falter bildet Mimikry mit dem Monarchfalter (Danaus plexippus) und anderen Arten und Unterarten aus der Gattung Danaus.

## Merkmale

### Imago
Die Nominatform Limenitis archippus archippus hat eine orange Grundfarbe mit schwarzen Adern. Das ist ein für die Gattung untypisches Aussehen, deren Arten normalerweise schwarze Flügeloberseiten mit weißen Bändern haben. Er gleicht dem Monarchfalter in Größe und Farbe sehr, kann aber anhand eines zusätzlichen schwarzen Streifens in der Postdiskalregion auf dem Hinterflügel von diesem unterschieden werden. Seine Flügelspannweite beträgt zwischen 70 und 75 Millimetern. Die Unterart Limenitis archippus floridensis hat statt einer orangen eine bräunliche Grundfarbe und die Unterart L. archippus obsoleta ist rotbraun, wobei bei ihr auf dem Hinterflügeloberseite die dunkle Linie fast verschwunden ist. Der Falter ist etwas kleiner als seine Mimikry-Modelle.

### Raupe
Die Raupen der Nominatart L. archippus archippus sind meist braungelb, selten olivgrün, mit einem lohfarbenen Thorax. Der Kopf ist rotbraun und trägt zwei kleine schwarze bedornte Hörner mit je einem kleineren Horn dahinter. Der verdickte Thorax trägt zwei stark verzweigte schwarze Hörner, die kürzer als bei anderen Arten der Gattung sind. In der Mitte des Abdomens befindet sich eine sattelförmige Ausbuchtung mit zackigen Ecken, die rosa-weiß oder cremefarben ist. Seitlich bilden cremefarbene Flecken eine Linie. Auf dem Abdomen befinden sich fünf Paare kleiner Dornen.
Die Raupen der Unterart L. a. obsoleta sind fast identisch, hinten sind sie gelb-braun bis braun und die seitlichen Flecken sind weißlich-grau. Die Raupen der Unterart L. a. floridensis sind olivgrün und haben einen blasseren roten Kopf. Die Hörner auf dem rotbraunen Thorax sind länger und die sattelförmige Ausbuchtung kann ebenfalls rotbraun sein.

### Puppe
Die ungewöhnlich geformte Puppe erinnert an einen Delfin ohne Finnen. Die sattelförmige Ausbuchtung der Raupe ist auch bei der Puppe erhalten. Die Nominatform ist mit schwarz-grün, lohfarben, rosa und grau gesprenkelt und ist am Abdomen am hellsten.
Bei der Unterart obsolete ist die Puppe bräunlich und die Mitte des Abdomens weißlich und stellt eine Vogelkot-Mimese dar.
Bei der Unterart floridensis ist die Puppe braun und trägt silberne Flecken am Kopf und den Flügeln. Das Abdomen ist dunkelbraun und am Ende gelblich mit grünen Sprenkeln.

### Ei
Die Eier sind blassgrün oder blassgelb und werden später gräulich.

## Mimikry
Die Mimikry mit den giftigen Faltern der Gattung Danaus ist schon lange bekannt und wurde lange für Batessche Mimikry gehalten, bei der ungiftige oder ungefährliche Tiere giftige oder wehrhafte Tiere nachahmen. Neuere Untersuchungen haben gezeigt, dass Limenitis archippus ebenfalls ungenießbar ist, wie auch andere Arten der Gattung. Deshalb wird die Mimikry heute als Signalnormierung (Müllersche Mimikry) eingeordnet.
Die orange Unterart L. archippus archippus entwickelte in nördlichen Verbreitungsgebiet eine Signalnormierung mit dem Monarchfalter (Danaus plexippus). In Gebieten, wo der Monarch nur selten vorkommt, im Südwesten und Südosten der USA, ahmt sie rotbraune bis braune Unterarten von Danaus gilippus nach. Vom östlichen Texas bis Florida, ahmt die rotbraune Unterart L. archippus floridensis D. gilippus berenice nach und vom westlichen Texas bis Arizona ahmt die braune Unterart L. archippus obsoleta D. gillipus strigosus nach.

## Vorkommen
Die Art ist in Nordamerika von der Ostküste der USA bis zu den Nordwest-Territorien Kanadas im Nordwesten, entlang dem Ostrand der Kaskadenkette und der Sierra Nevada nach Süden bis nach Süd-Mexiko verbreitet. Die besiedelten Lebensräume umfassen die Subtropen im Süden des Verbreitungsgebietes bis zu den sommergrünen Laubwäldern in den östlichen USA.

## Lebensweise
Die Männchen sitzen oft in ein bis zwei Meter Höhe in der Vegetation. Sie fliegen über den ganzen Tag hindurch immer wieder auf der Suche nach Weibchen durch ihr Revier. Die Weibchen legen die Eier einzeln auf die Oberseite von jungen Trieben der Raupennahrungspflanzen.

### Entwicklung
In den ersten beiden Stadien fressen die Raupen die Blattspitze bis auf die Mittelader, auf der sie ruhen. Nahe ihrer Fressstelle spinnen sie einen kleinen Ball aus Blattstückchen und Kot zusammen. Dieser im Wind wackelnde Ball soll wahrscheinlich Feinde von der Raupe ablenken.
Im dritten Stadium überwintert die Raupe und baut sich dazu ein Hibernaculum aus aufgerollten Blättern: Die Raupe frisst die Blattspitze und lässt wieder die Mittelader stehen, das Blatt wird mit Spinnfäden zu einer Röhre verwoben und am Blattstiel an einen Ast gebunden. Die Raupe krabbelt in die Röhre mit dem Kopf voraus und überwintert. Diese Diapause wird durch die verkürzte Tageslänge im Spätsommer/Herbst ausgelöst.

### Nahrung der Falter
Die Falter saugen an Blüten, an Honigtau von Blattläusen, faulendem Holz, Pilzen, Schlamm, Pflanzensäften und Exkrementen.

### Nahrung der Raupen
Die Raupen ernähren sich von einer Vielzahl an Pflanzen aus den Familien der Weidengewächse (Salicaceae), Birkengewächse (Betulaceae) und Rosengewächse (Rosaceae).
Nachgewiesene Nahrungspflanzen sind:
- Salicaceae: Salix exigua, S. sericea, Amerikanische Schwarz-Weide (S. nigra), S. interior, S. cordata, S. discolor, S. caroliniana, Populus gileadensis, P. fremontii, P. heterophylla, Westliche Balsam-Pappel (Populus trichocarpa), P. grandidentata, P. tremuloides, Silber-Pappel (Populus alba), P. deltoides, Balsam-Pappel (Populus balsamifera), P. nigra und P.nigra var. italica
- Betulaceae: Papier-Birke (Betula papyrifera);
- Rosaceae: Pflaume (Prunus domestica), Späte Traubenkirsche (Prunus serotina), Mains pumila, Kultur-Birne (Pyrus communis), Weißdorne (Crataegus), Felsenbirnen (Amelanchier), Chrysobalanus oblongifolius

### Flugzeit
Im Süden des Verbreitungsgebiets entwickeln sich vier oder mehr Generationen im Jahr. In den nördlichen USA und in Ontario fliegen zwei Generation im Juni und August und ganz im Norden fliegt eine Generation von Juni bis Juli.